# Lote 42
A Lote 42 é uma editora de São Paulo (SP) fundada em dezembro de 2012 por três jornalistas.
A Lote 42 é responsável pela criação da Banca Tatuí, uma banca de revistas dedicada a editoras independentes, Sala Tatuí, dedicada a cursos online de publicação, e Feira Miolo(s), evento de publicações independentes realizada anualmente na Biblioteca Mário de Andrade que reúne dezenas de editoras.
O catálogo da editora destaca a publicação de livros ilustrados, quadrinhos, poesia, ficção e não ficção.

## História

### Fundação
Em dezembro de 2012, após terem se conhecido trabalhando como jornalistas no portal R7, em São Paulo, João Varella e Thiago Blumenthal passaram a trabalhar na editora que seria batizada de Lote 42. Em janeiro de 2013 lançaram o site próprio e em março de 2013 publicaram o primeiro livro, Já Matei por Menos, de Juliana Cunha. Logo nas primeiras semanas, a também jornalista Cecilia Arbolave se uniria à iniciativa.
O nome Lote 42 visa destacar que são poucas e boas edições de livros. O número 42 faz relação ao livro Guia do Mochileiros da Galáxia, de Douglas Adams, que aponta 42 como a resposta pra vida, o universo e tudo mais.
Em 2014, a editora dá origem à livraria Banca Tatuí e à feira de publicações independentes Miolo(s).

### Mineiraço
A marca ganhou notoriedade durante o Mineiraço, jogo da Copa do Mundo de 2014 em que a Alemanha venceu o Brasil por 7 a 1. Antes que a partida fosse iniciada, a Lote 42 prometeu dar 10% de desconto em seus livros para cada gol que o Brasil sofresse. Isso rendeu forte repercussão para a empresa em veículos nacionais e internacionais.

## Catálogo
Algumas das publicações da Lote 42 são originárias da internet, como Já Matei por Menos e O Pintinho. Alguns livros adotam projetos gráficos inusitados: Lululux vem impresso em guardanapos, jogo americano e porta-copos; Queria Ter Ficado é um conjunto de cartas; Indiscotíveis, adota o formato de uma caixinha de vinis. Cada livro da Lote 42 recebe um número.
| Título                                                        | Autor                                         | Ano  | Nº |
| ------------------------------------------------------------- | --------------------------------------------- | ---- | -- |
| Já Matei por Menos                                            | Juliana Cunha                                 | 2013 | 1  |
| O Pintinho: Mais um filho de mãe brasileira                   | Alexandra Moraes                              | 2013 | 2  |
| Manual de Sobrevivência dos Tímidos                           | Bruno Maron                                   | 2013 | 3  |
| Seu Azul                                                      | Gustavo Piqueira                              | 2013 | 4  |
| O Pintinho 2: Para sempre classe média                        | Alexandra Moraes                              | 2014 | 5  |
| Indiscotíveis                                                 | Vários                                        | 2014 | 6  |
| Desenhos Invisíveis                                           | Troche                                        | 2014 | 7  |
| 42 Haicais e 7 Ilustrações                                    | João Varella e FP Rodrigues                   | 2014 | 8  |
| Queria ter Ficado Mais                                        | Várias                                        | 2015 | 9  |
| Portas do Éden                                                | Kioskerman                                    | 2015 | 10 |
| Pinte o Pintinho                                              | Alexandra Moraes                              | 2015 | 11 |
| A Coragem do Primeiro Pássaro                                 | André Dahmer                                  | 2015 | 12 |
| Batoquim                                                      | Thais Ueda e Yumi Takatsuka                   | 2015 | 13 |
| Lululux                                                       | Gustavo Piqueira                              | 2015 | 14 |
| Bagagem                                                       | Troche                                        | 2016 | 15 |
| Inquérito Policial: Família Tobias                            | Ricardo Lísias                                | 2016 | 16 |
| Bernice Corta o Cabelo                                        | F. Scott Fitzgerald                           | 2016 | 17 |
| Valfrido?                                                     | Gustavo Piqueira                              | 2016 | 18 |
| Magra de Ruim                                                 | Sirlanney                                     | 2016 | 19 |
| Mais Leve que o Ar                                            | Felipe Sali                                   | 2016 | 20 |
| Fachadas                                                      | Rafael Sica                                   | 2017 | 21 |
| Modo Avião                                                    | Lucas Santtana, Rafael Coutinho e J.P. Cuenca | 2017 | 22 |
| A Pedra                                                       | Yuri Pires                                    | 2017 | 23 |
| Novos Mafuás                                                  | Vários                                        | 2017 | 24 |
| A Espetacular Clínica da Monga Apresenta Caso Original        | Tai Cossich                                   | 2017 | 25 |
| Já Era                                                        | Felipe Parucci                                | 2017 | 26 |
| Gogmagog! Morris Cox e sua Gogmagog Press                     | Gustavo Piqueira                              | 2017 | 27 |
| Mercúrio Cromo                                                | Aureliano                                     | 2017 | 28 |
| De Novo                                                       | Gustavo Piqueira                              | 2018 | 29 |
| Na outra margem, o Leviatã                                    | Cristhiano Aguiar                             | 2018 | 30 |
| A cantora careca de Massin                                    | Gustavo Piqueira                              | 2018 | 31 |
| QP                                                            | Powerpaola                                    | 2018 | 32 |
| Nove Meses                                                    | Gustavo Piqueira                              | 2018 | 33 |
| Sebastião Nunes: Delirante Lucidez                            | Gustavo Piqueira                              | 2018 | 34 |
| Guia Fantástico de São Paulo                                  | Ángela León                                   | 2018 | 35 |
| Brasil Zero-Zero                                              | Gustavo Piqueira                              | 2019 | 36 |
| Um Caso Liquidado: memórias e desvarios de um poeta inacabado | Sebastião Nunes                               | 2019 | 37 |
| Mestiços                                                      | Gustavo Piqueira                              | 2019 | 38 |
| A Mão do Pintor                                               | María Luque                                   | 2019 | 39 |
| Bibi                                                          | Gustavo Piqueira                              | 2019 | 40 |
| Triste                                                        | Rafael Sica                                   | 2019 | 41 |
| Videogame, a evolução da arte                                 | João Varella                                  | 2020 | 43 |
| Quando o sangue sobe à cabeça                                 | Anna Muylaert                                 | 2020 | 44 |
| O                                                             | Gustavo Piqueira                              | 2020 | 45 |
| A cidade sem nome de Torres-García                            | Gustavo Piqueira                              | 2021 | 46 |
| Apocalipse, por favor                                         | Felipe Parucci                                | 2022 | 47 |
| Todas as bicicletas que eu tive                               | Powerpaola                                    | 2022 | 48 |
| Pedro e o Imperador                                           | Batista e Joana Afonso                        | 2022 | 49 |
| PoemaPinturaPerformance                                       | Gustavo Piqueira                              | 2022 | 50 |
| Na TáBUA                                                      | Paulo Scott e Fabio Zimbres                   | 2023 | 51 |
| Lumbre                                                        | Troche                                        | 2023 | 52 |

### Zine Mó
A Lote 42 publicou o fanzine Mó, uma antologia de textos de autores mortos ao redor de uma temática. O primeiro número, lançado em 2015, foi sobre ódio com textos de Platão, Sigmund Freud, Franz Kafka, Machado de Assis, entre outros. A edição foi ilustrada por João Montanaro.
Loucura, tesão, viagem, Brasil, apocalipse e mistério foram os assuntos das edições posteriores. Em 2018, o projeto gráfico, de Gustavo Piqueira, da Casa Rex, para a Mó recebeu a prata no prêmio Brasil Design Awards na categoria Design Editorial.